# くろがねの力
くろがねの力（くろがねのちから）は、1939年（昭和14年）9月1日にコロムビアレコードから発売された流行歌。
大日本体育協会制定歌。作詞は浅井新一、作曲は江口夜詩。歌は、伊藤久男、霧島昇、二葉あき子、松原操。
国民歌謡で流され、1939年9月25日からアイラ・コールの合唱で放送された。当時の小学校の運動会で盛んに唄われた。この頃から各地で歌の啓蒙を目的とした歌唱指導を行うため、有名歌手が合唱するような吹き込みがされるようになった。